# Calligonum repetekense
Calligonum repetekense là một loài thực vật có hoa trong họ Rau răm. Loài này được Rotov mô tả khoa học đầu tiên năm 1964.